# Уособлення

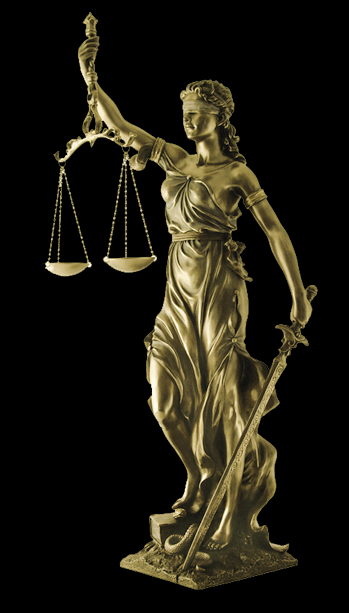
Юстиція — уособлення правосуддя

Персоніфікація або уособлення — вид метафори — вираз, що дає уявлення про який-небудь об'єкт, поняття або явище шляхом надання невластивих їм ознак, перейнятих з живої природи, перш за все — людських рис і якостей.

## Різновиди
- Перенесення людських ознак і властивостей на феномени живої чи неживої природи. Наприклад, «верба сміється», «веселі хати», «зима — чародійка».
- Перенесення ознак і властивостей одних феноменів природи на інші феномени (панкосмізм). Наприклад, «море виє звірюкою», «люди гнуться, як лози».
- Перенесення ознак між частиною та цілим, до якого ця частина належить (окремий випадок метонімії). Наприклад, «серце плаче».
- Перенесення ознак і властивостей живого на абстрактні реалії психічного та етичного планів. Наприклад, Софія — мудрість, персонажі казок — Правда і Кривда[1][2][3].

Розрізняється метафорична персоніфікація, коли природа дзеркально відображає почуття й дії героя; персоніфікована метафора чи порівняння-прикладка — передає лише емоційний стан; антропоморфна метафора — коли людина зіставляється з феноменами природного світу, вбирає його якості; та психологічний епітет — опис психічних явищ з наданням їм деталей чуттєвого світу.

## Підстави виникнення
Перенесення властивостей людської психіки на тварин, рослини і явища навколишньої дійсності, олюднення зовнішньої природи — початковий і найпростіший спосіб сприйняття і загальнодоступного тлумачення явищ і зв'язків зовнішнього світу. Олюднення довкілля — поширена риса релігійного світогляду. Фетиші, тотеми, духи — приклади природних об'єктів, яким надаються людські риси з метою зрозуміти їх та виробити доцільне поводження. З розвитком абстрактного мислення олюднення зазнають і абстрактні поняття. Так, зокрема, виникають у свідомості деякі божества. Художнє уособлення відрізняється від релігійного усвідомленням того, що воно є образом дійсності, а не самою дійсністю.